# Денні Меддікс
Денієл Шон Меддікс (англ. Daniel Shawn Maddix; нар. 10 травня 1994, Кінгстон, Ямайка) — ямайський та англійський футболіст, який з 1986 по 2006 року виступав на позиції захиснника.
Відомий своїми виступами в Прем'єр-лізі за КПР. Окрім цього захищав кольори «Тоттенгем Готспур», «Саутенд Юнайтед», «Шеффілд Венсдей», «Барнет» та «Грейс Атлетік», а також зіграв 1 матч за збірну Ямайки.
У 2004 році протягом нетривалого періоду часу виконував обов'язки головного тренера «Барнета».

## Клубна кар'єра

### «Тоттенгем Готспур»
Футбольний шлях розпочав у «Тоттенгем Готспур», але за першу команду не зіграв жодного офіційного поєдинку. У 1996 році виступав в оренді за «Саутенд Юнайтед». Зіграв 2 матчі, але по завершенні сезону залишив команду з Вайт Гарт Лейн.

### КПР
У 1987 році перейшов до іншого представника Першого дивізіону, КПР. За 13 сезонів, проведених у команді, відзначився 18-ма голами в 348-ми матчах. Дебютував у КПР в листопаді 1987 року й утворив ефективну зв'язку в центрі захисту разом з Аланом Макдональдом. Провів декілька сезонів за КПР у Прем'єр-лізі, продовжував виступати за колектив з Лофтус-Роуд  й після його вильоту з еліти англійського футболу у 1996 році.

### «Шеффілд Венсдей»
У 2001 році перейшов до «Шеффілд Венсдей», за який зіграв у понад 50-ти матчах зі стартового складу. Після вильоту команди за підсумками сезону 2002/03 років до третього дивізіону англійського чемпіонату вільним агентом залишив «Шеффілд».

### «Барнет»
12 липня 2003 року перейшов у «Барнет», а в грудні 2004 року оголосив про завершення футбольної кар'єри. У період між відходом Мартіна Аллена та приходом Пола Фейрклуга нетривалий період часу разом з Єном Гендоном виконував обов'язки головного тренера «Барнета».

### «Грейс Атлетік»
Після відходу з «Барнета» підписав контракт з «Грейс Атлетік», кольори якого захищав до завершення сезону 2005/06 років.

## Кар'єра в збірній
Незважаючи на те, що Денні народився в Англії, мав ямайське походження, завдяки чому Меддікса викликали до національної збірної Ямайки в 1998 році, за яку він зіграв у товариському матчі напередодні початку чемпіонату світу проти Ірану.

## Кар'єра тренера
Тренує футбольну команду молодіжного клубу «Кулебрук Роялс», який базується в Чигвеллі.